# 腋の下
腋の下、脇の下（わきのした、axilla）は、人体の部位の一つ。単に腋、脇（わき）とも呼ばれる。

## 概要
人間の体のうち、胴体の胸部の左右の側面。両腕が胴から分かれ出るあたりの部分である。
胸壁（前：大胸筋、後：広背筋、下部：前鋸筋）と上腕に囲まれた腋の下の凹みは、腋窩と呼ばれる。腋窩には第二次性徴で腋毛が発毛し、アポクリン汗腺が発達する。肩関節の内側にあたり、頸部・胸部と上肢とを結ぶ血管やリンパ管、神経が通っており、腋窩リンパ節が存在する。腋窩は人体の中で表皮から比較的浅い箇所に太い動脈が通っている部位であり、人体の深部温度に近い数値が容易に得られるため、体温計を用いた体温の測定に利用される。 
腋の下のすぐ下方の腹や腰に近い部分は、脇腹（わきばら）と呼ばれる。

### 慣用句
相撲の世界において、腋の下を空けない（脇を締める）ことは、相手に廻しを取らせない（差されない）意味でも重要であり、よく差される力士（体格に恵まれた者が多い）は「脇が甘い」と評される。
それを転じて、周囲から期待されながら自身の身の不始末で躓くことも「脇が甘い」と言われる。

## 画像

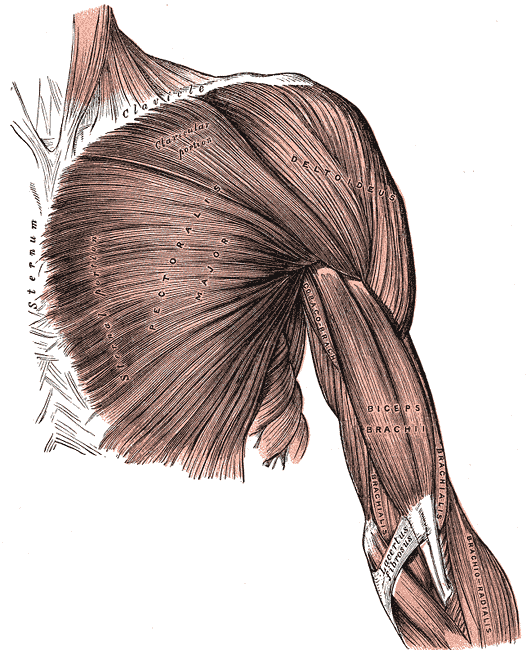
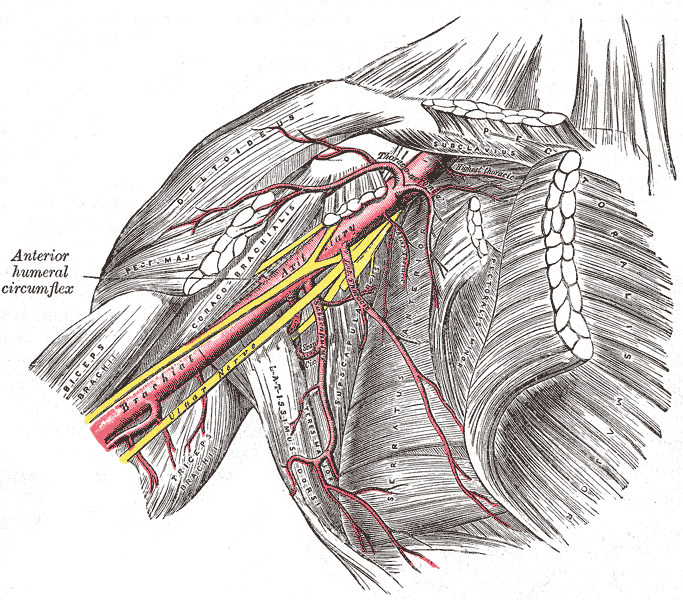
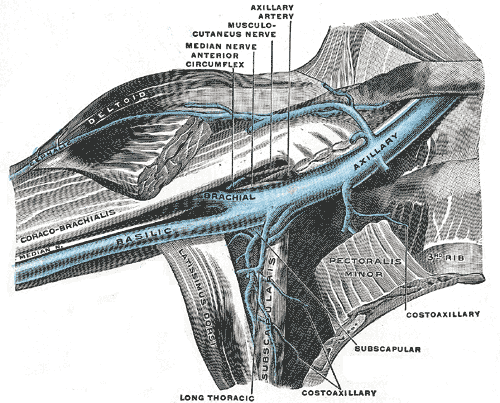
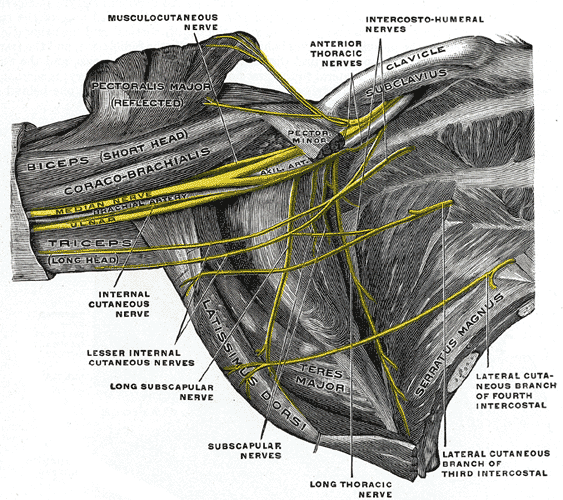
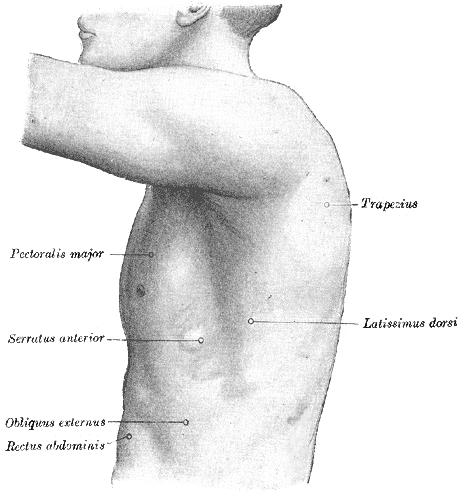